# Olinalá (Guerrero)
Olinalá es una localidad mexicana del estado de Guerrero, ubicada en la región de La Montaña, al oriente de dicha entidad. Es cabecera del municipio de Olinalá. Es famoso por su artesanía local, el olinalá.

## Cultura

### Artesanía

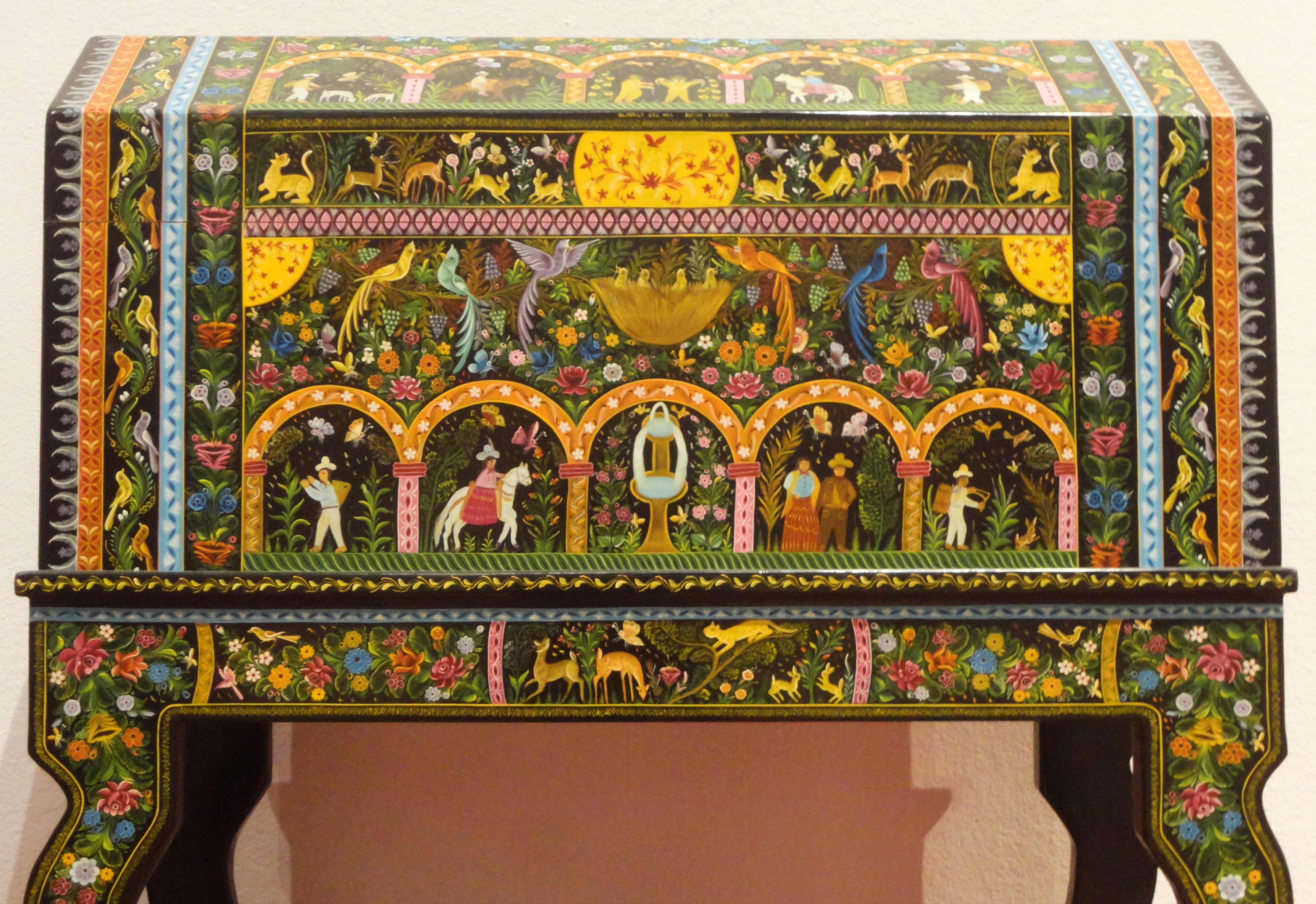
Baúl de Olinalá.

Olinalá es conocida por su artesanía única, el olinalá, que es de origen prehispánico y una de las 16 denominaciones de origen de México. El olinalá es una forma de lacado aplicado a objetos de madera del linaloe, un árbol aromático que crece en la zona. Las cajas, baúles, joyeros, sillas y otros muebles que se fabrican con esta madera desprenden una característica fragancia. Luego se barnizan y decoran usando carbón, tierras, piedras dolomitas, aceite de chía y otros materiales naturales. Existe una creciente preocupación sobre la escasez del árbol del linaloe (Bursera linanoe), relacionada con la sobreexplotación y falta de acción en ese sentido. 
La artesanía de Olinalá se describe en varias crónicas de los primeros españoles que llegaron a esta zona de México y, al parecer, esta localidad no era la única donde se trabajaban los lacados de esta manera. Sin embargo, en todos los lugares esta tradición se perdió, excepto en Olinalá, donde se está consiguiendo rescatar y difundir, gracias en parte a la creación de un centro de enseñanza, la Unidad de Capacitación Olinalá del Instituto de Capacitación para el Trabajo del Estado de Guerrero.

### Quemadito
Una bebida tradicional es el «quemadito», preparado con mezcal, azúcar, canela y limón, preparado en una olla de barro y luego flameado, del cual puedes disfrutar unos ricos sabores como es: nanche, tlahuanca, guayabilla, mango, mora, tamarindo, entre otras.
Una bebida muy representativa de esta entidad es el famoso curado de Olinalá que está hecho a base de aguardiente y frutas de la región como: nanche, tlahuanca, arayan mora, maracuyá, jamaica y algunos hechos de combinación de frutas que son reposados por más de 3 años y al pasar ese tiempo está listo para tomarse solo o bien acompañado de hielos y agua mineral.

## Transporte

### Autobuses de Pasajeros
Llegan varias líneas de autobuses a Olinalá y son las siguientes
| Líneas de Autobuses     | Destinos                                                                              |
| ----------------------- | ------------------------------------------------------------------------------------- |
| Autobuses SUR           | Terminal de Autobuses de Pasajeros de Oriente                                         |
| Autotransportes Oro     | Tlapa, Cuautla, Puebla, Izúcar de Matamoros, Huajuapan de León, Cuernavaca            |
| Autobuses Altamar       | Terminal Central de Autobuses del Sur                                                 |
| Omnibus Cristóbal Colón | Terminal de Autobuses de Pasajeros de Oriente y Terminal Central de Autobuses del Sur |